# Muzeum Rybołówstwa w Helu
Muzeum Rybołówstwa w Helu – oddział Narodowego Muzeum Morskiego w Gdańsku. Muzeum mieści się w przejętym przez państwo poewangelickim kościele świętych Piotra i Pawła z XV wieku. Budynek muzeum usytuowany jest w samym centrum miasta, nieopodal portu, w posiadaniu Centralnego Muzeum Morskiego znajduje się od 1972.
Na wystawach w Muzeum Rybołówstwa prezentowane są zagadnienia związane z historią Bałtyku, rybołówstwem na Zatoce Gdańskiej i Zalewie Wiślanym, dziejami Mierzei Helskiej, a także ze współczesnymi problemami związanymi z gospodarką morską. Na terenie wokół muzeum znajduje się skansen tradycyjnych łodzi rybackich.
Muzeum jako pierwszy z oddziałów Centralnego Muzeum Morskiego otwarte zostało 6 maja 1972. Jego pierwszym kierownikiem został Roman Klim.
W 2016 muzeum zwiedziło 38,5 tysięca osób.
Siedziba muzeum sąsiaduje z klasztorem franciszkanów w Helu.

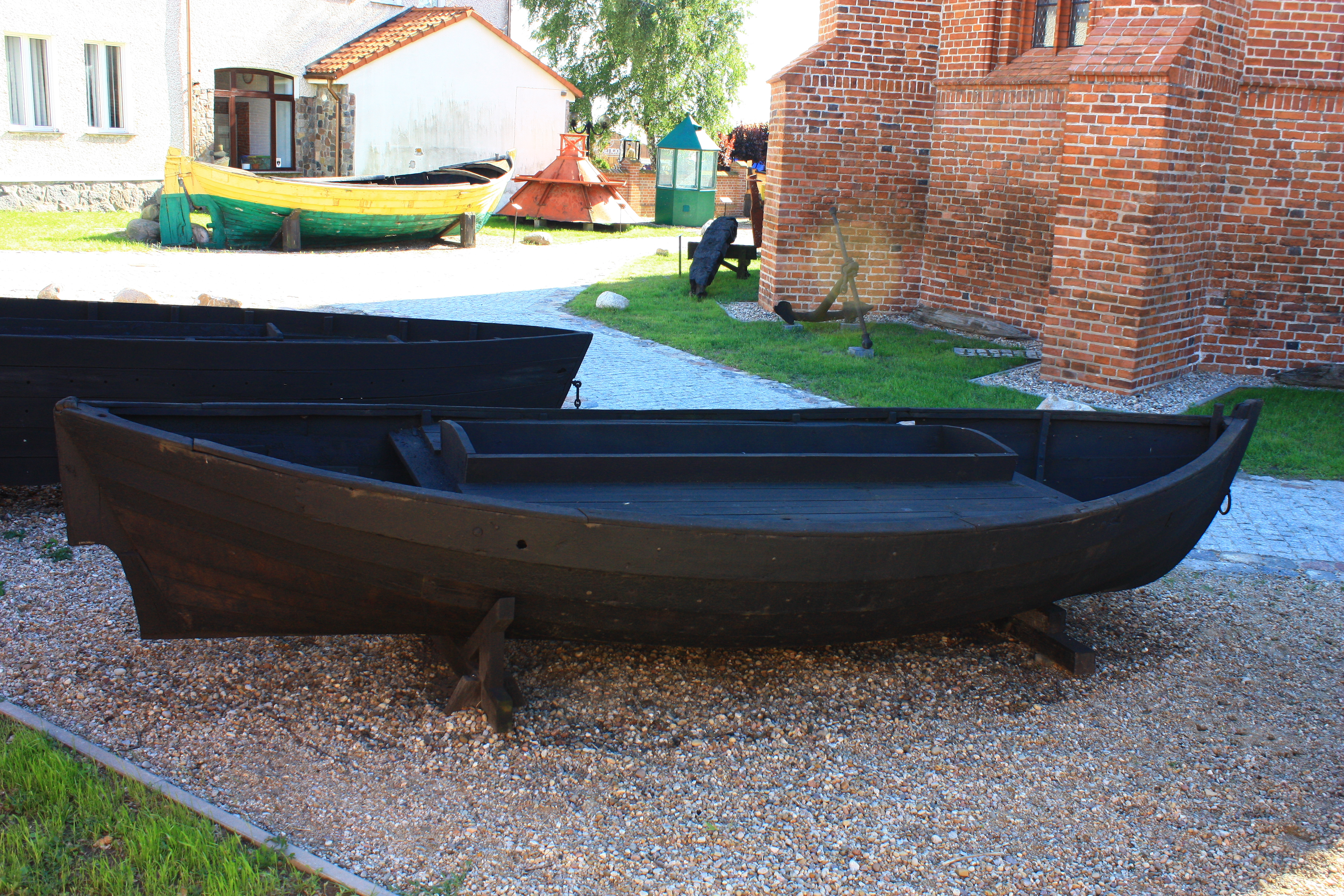
Fragment ekspozycji zewnętrznej
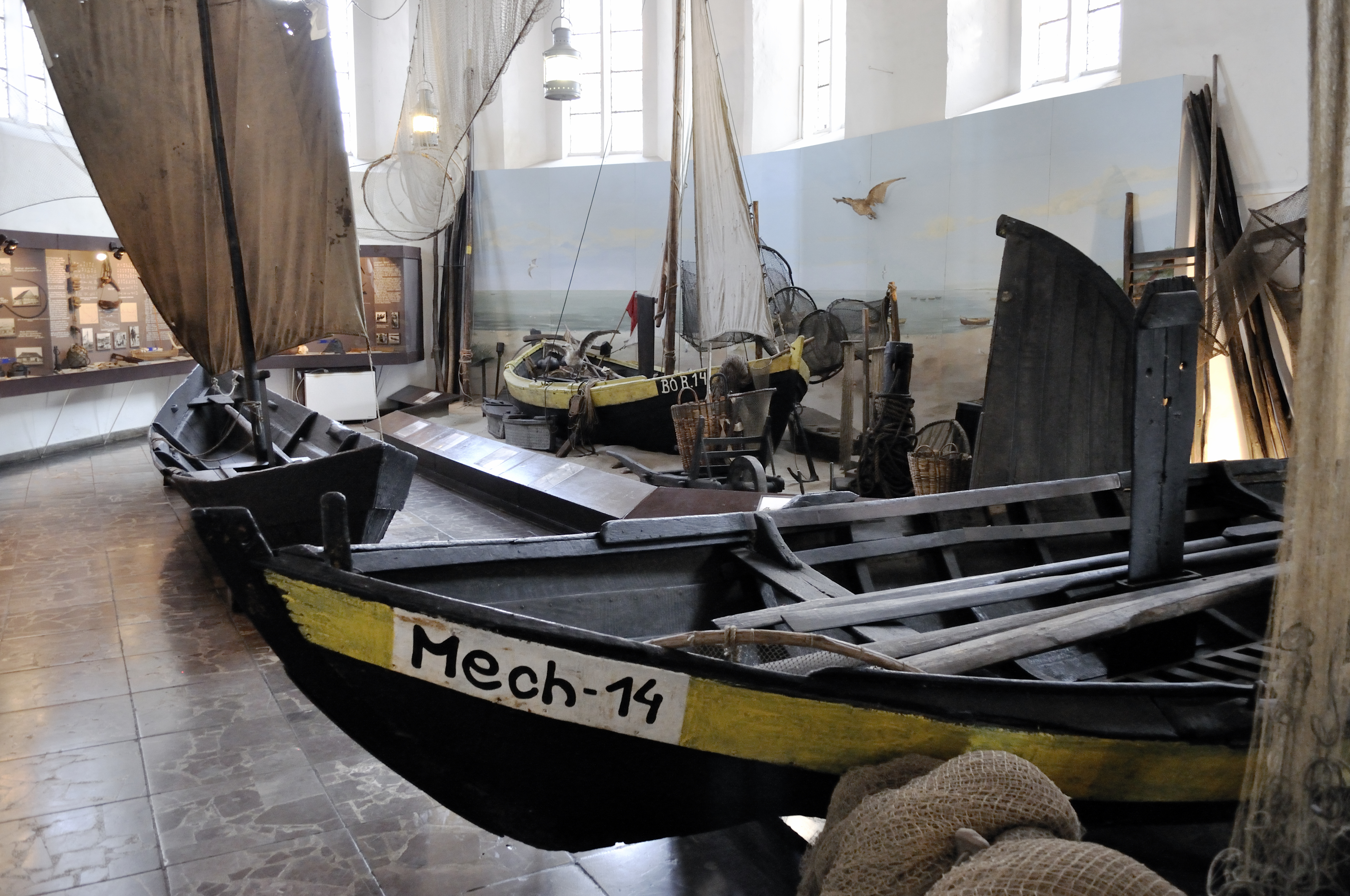
Fragment ekspozycji wewnętrznej
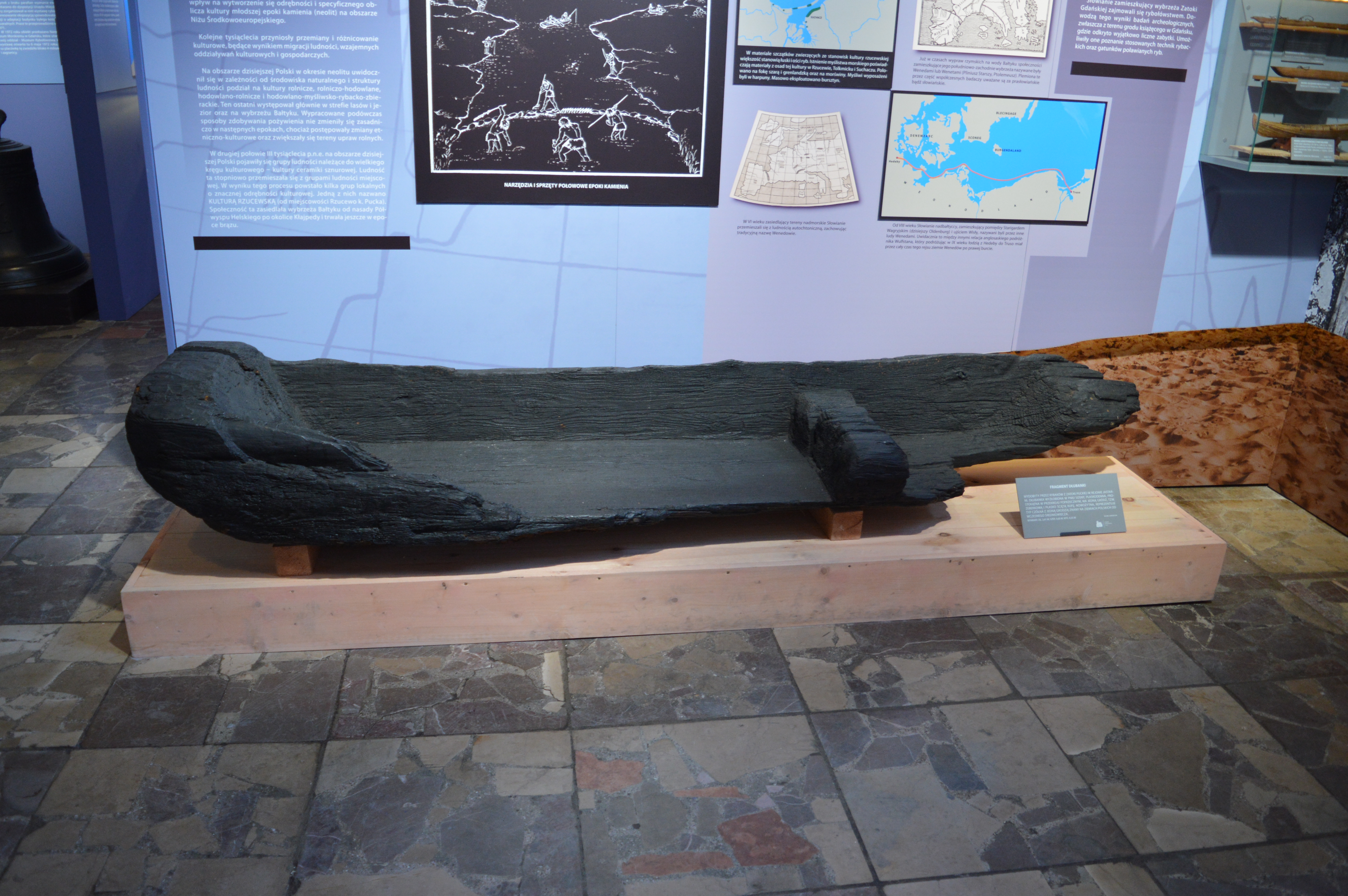
Dłubanka z pnia sosny, wydobyta z Zatoki Puckiej w okolicach Jastarni
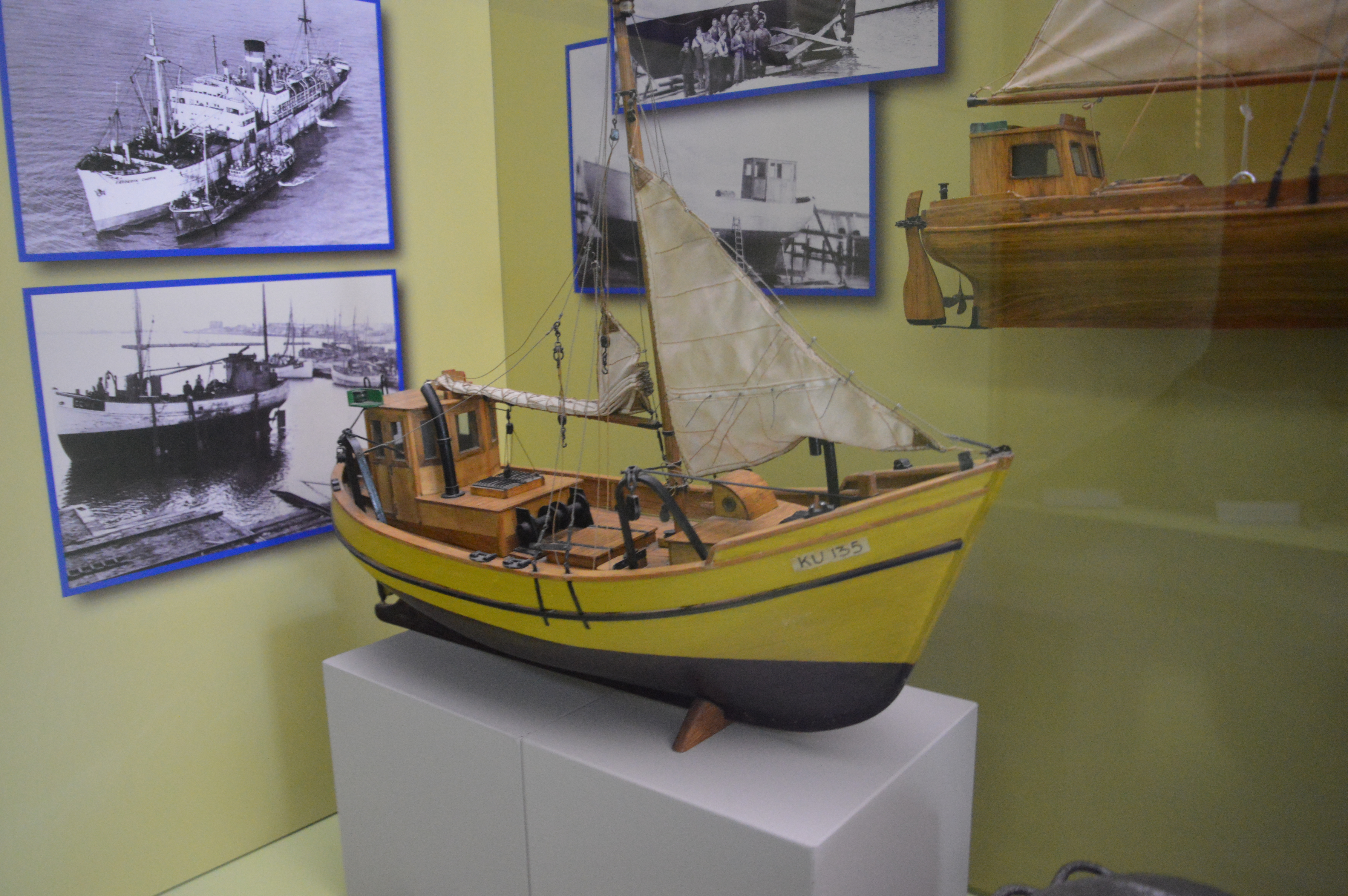
Model kutra tupu KU-135 w Muzeum Rybołówstwa w Helu. Zbudowano około 50 drewnianych kutrów tego projektu w latach 1949-1954
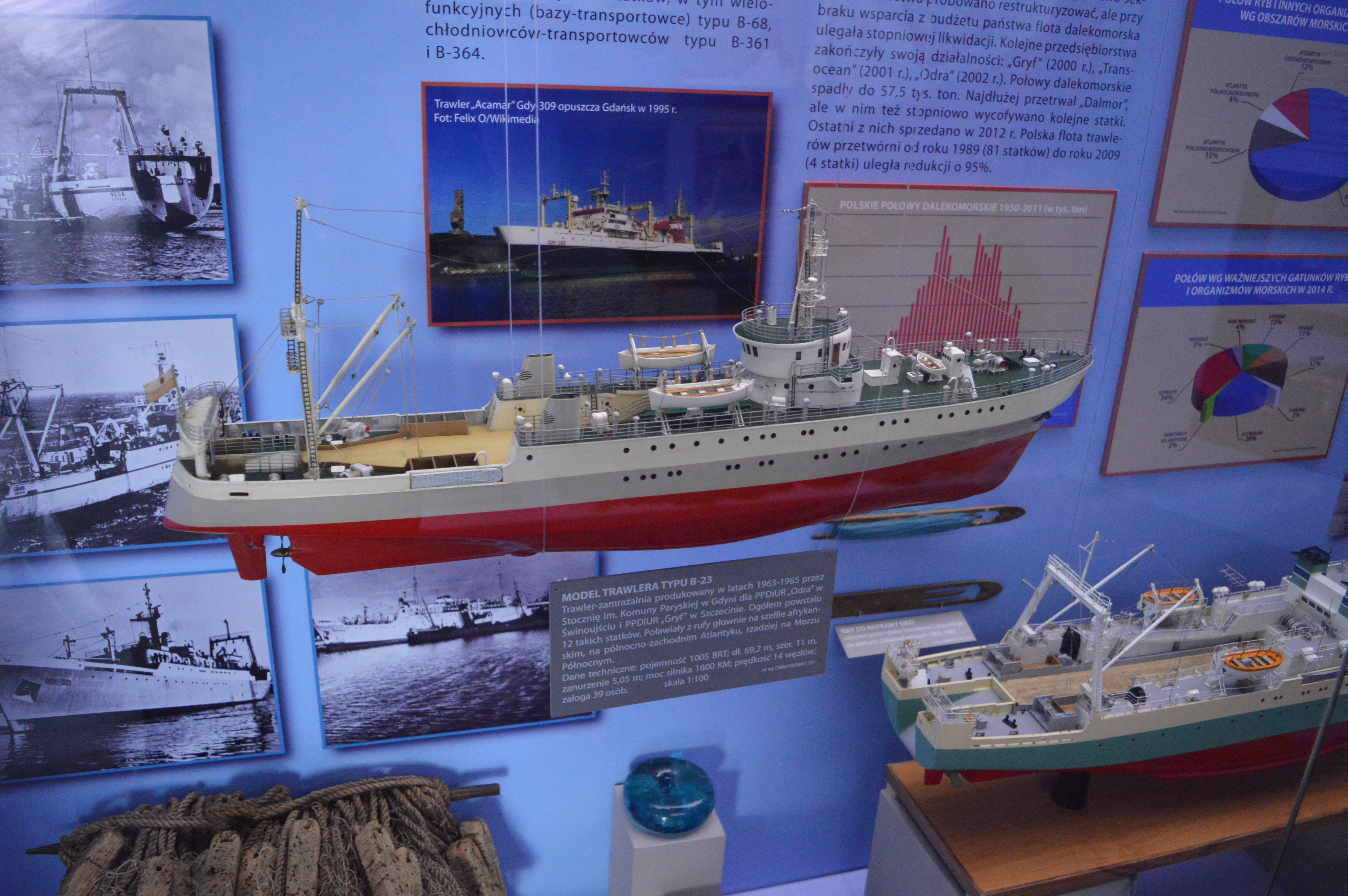
Model trawlera typu b-23 w Muzeum Rybołówstwa w Helu. W latach 1963–65 zbudowano 12 takich jednostek.
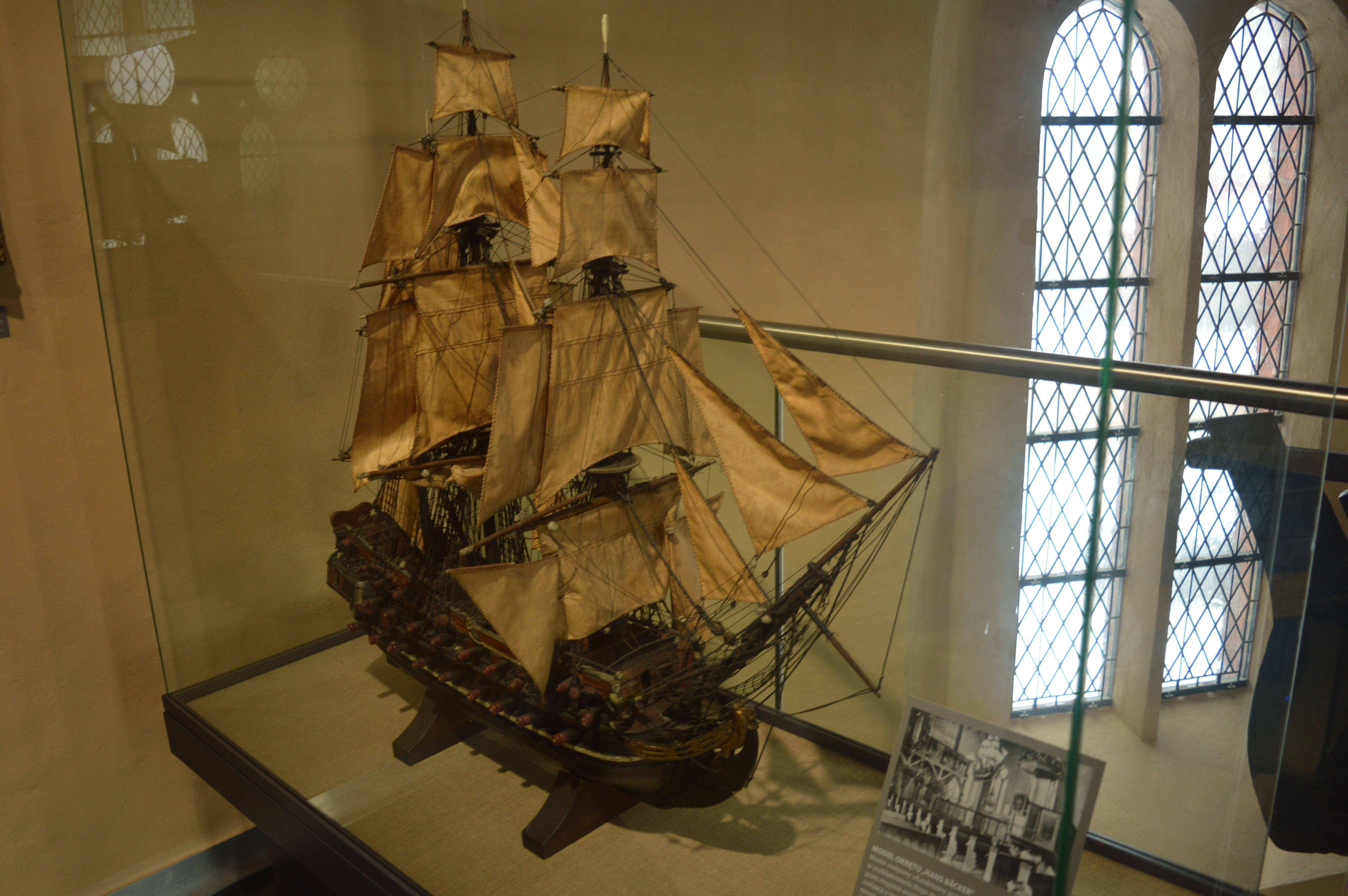
Model okrętu "Hans Backer" w Muzeum Rybołówstwa w Helu. Model ofiarowano jako wotum do helskiego kościoła w 1734. Zaginiony w czasie II wojny światowej, powrócił do Helu w 2013
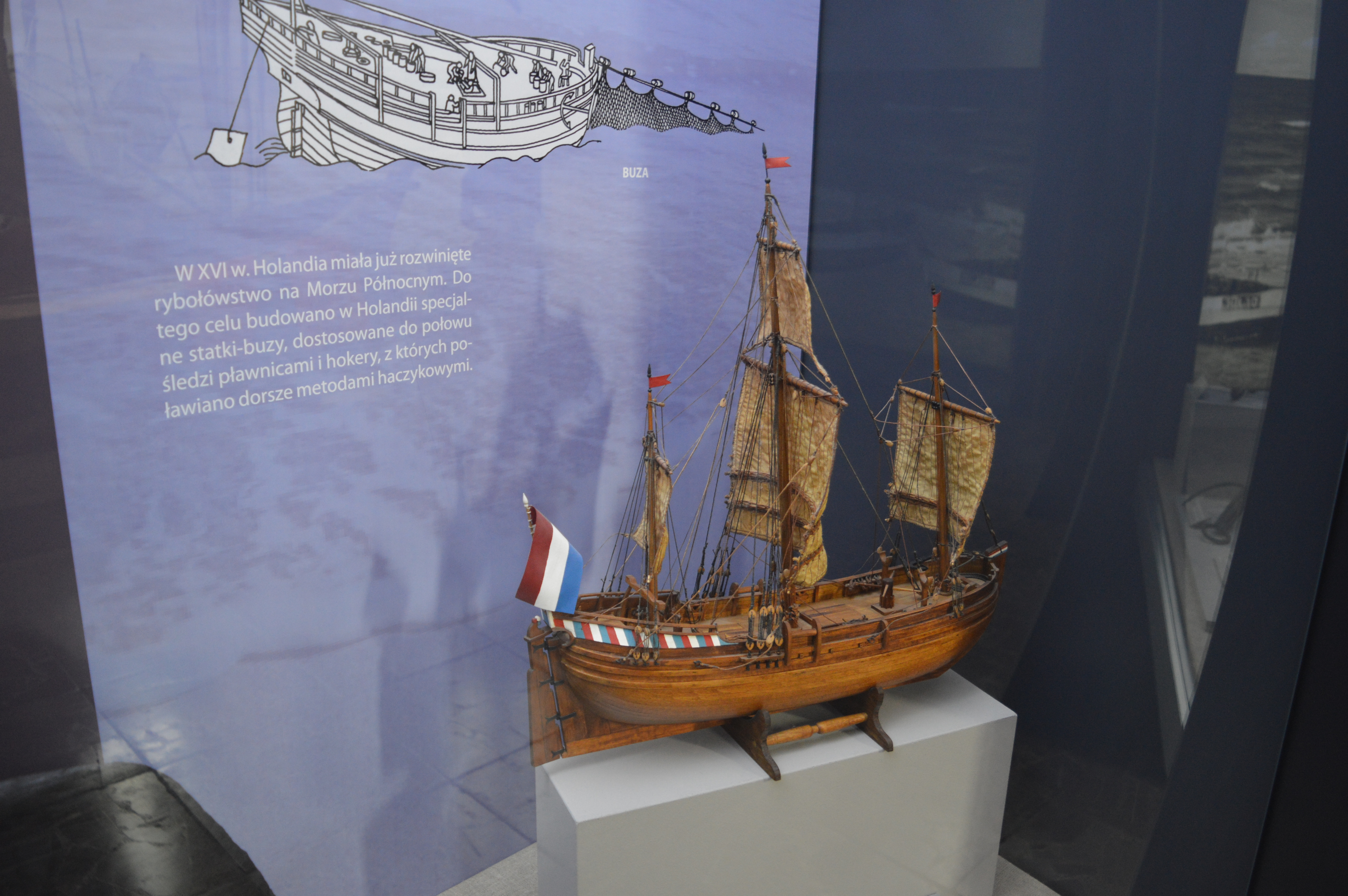
Model" buzy", holenderskiego statku używanego w XVI-XVIII wieku do połowów śledzi na Morzu Północnym i transportu towarów. Eksponat w Muzeum Rybołówstwa w Helu
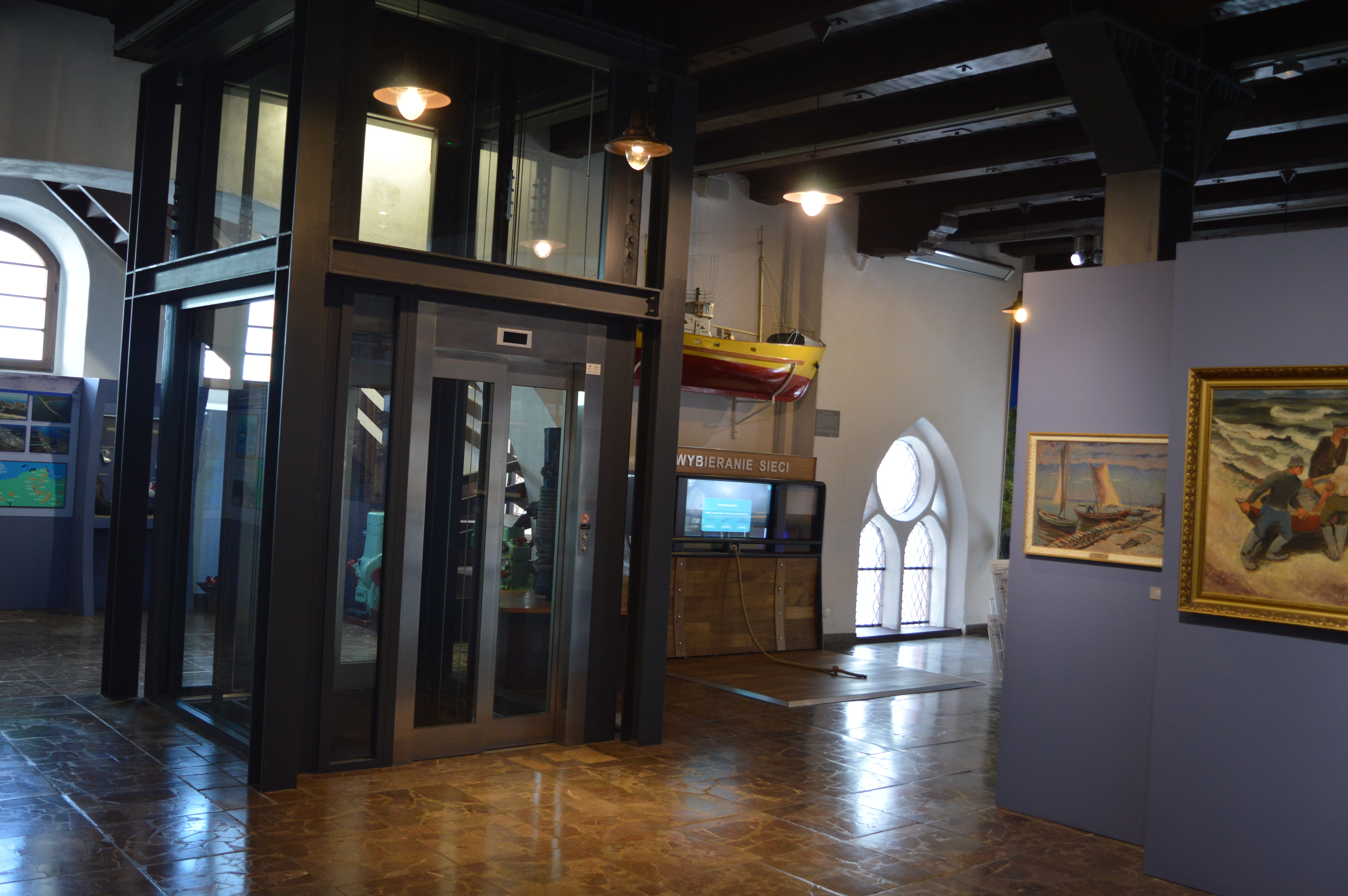
Fragment wnętrza